# Бурбело Броніслав Іванович
Бурбе́ло Бронісла́в Іва́нович (1 серпня 1905, с. Бокиївка Проскурівського повіту, тепер Хмельницька область — 23 січня 1995, м. Київ) — український філолог-романіст, педагог, фахівець з методики викладання іноземних мов, співавтор французько-українського словника. Батько Бурбело Валентини Броніславівни.

## Біографія
Народився 1 серпня 1905 року в селі Бокиївка Проскурівського повіту, тепер Хмельницька область.
1926 року вступив до КІНГ. 1942 року закінчив філологічний факультет Одеського державного університету. З 1946 року працював у Київському університеті: викладач, з 1949 року — завідувач кафедри романських мов, протягом 1963–1980 років працював завідувачем кафедри романської філології. Кандидатська дисертація «З історії розвитку конструкцій з прийменником à у французькій мові» (1955).
Викладав французьку та німецьку мови, історію французької мови та вступ до романського мовознавства. Основні напрями наукової діяльності: історія французької мови, романське мовознавство, зіставні дослідження історії французької та української мов, лексикографія. Займався методичною роботою та складанням навчальних планів та програм для факультетів іноземних мов вишів СРСР та України. Протягом 1960–1970 років був членом Ради з вищої філологічної освіти при Міністерстві вищої та спеціальної середньої освіти СРСР, а також очолював комісію МВССО СРСР зі складання програм для факультетів іноземних мов. Був заступником голови науково-методичної ради з інозем. мов МВССО УРСР, членом експертної комісії МВССО УРСР та науково-методичної комісії Міністерства освіти УРСР, членом ради Київського університету, членом науково-методичної ради Київського університету та ради з присудження вчених ступенів. Очолював редколегію часопису «Вісник КДУ» (серія «Іноземна філологія»).
Нагороджений 8 медалями.

## Основні праці
- «З історії розвитку конструкцій з прийменником à у французькій мові» (1955)
- Історія Київського університету. К., 1959. (у співавторстві)
- Українсько-французький словник. К., 1982 (перевидання 1989);